# Бриндизи, Леонард
Леонард Бриндизи (Leonard Brindisi, 15.06.1854 г., Афины, Греция — 8.09.1940 г.) — католический прелат, епископ Тиноса и Миконоса с 30 марта 1909 года по 3 июля 1919 год, архиепископ Корфу, Занте и Кефалании с 3 июля 1919 года по 8 сентября 1940 год.

## Биография
Леонард Бриндизи родился 15 июня 1854 года в Афинах, Греция.
30 марта 1909 года Римский папа Пий X назначил Леонарда Бриндизи архиепископом Наксоса, Андроса, Тиноса и Миконоса. 2 мая 1909 года состоялось рукоположение Леонард Бриндизи в епископа, которое совершил афинский архиепископ Антонио Деленда в сослужении с архиепископом Алессандро Гуидати.
3 июля 1919 года Римский папа Бенедикт XV назначил Леонарда Бриндизи архиепископом Корфу, Занте и Кефалинии.
8 сентября 1940 года Леонард Бриндизи скончался.